# Linhartovy
Linhartovy (německy Geppersdorf,) je vesnice, část města Město Albrechtice v okrese Bruntál. Nachází se asi 4 km na jihovýchod od Města Albrechtic na řece Opavici. Prochází zde silnice I/57.
Linhartovy je také název katastrálního území o rozloze 5,32 km2.

## Název
Jméno vesnice bylo odvozeno od osobního jména Linhart a označovalo osadu Linhartových lidí. Nejstarší písemné doklady mají podobu Linhartovy, ale není jisté, že množné číslo je původní (mohlo se jednat o přechod staršího Linhartov do množného čísla). Německé jméno je doloženo od 17. století (nejprve jako Göppersdorf, později Geppersdorf) a znamenalo "Gepperova ves" (Gepper byla domácká podoba jména Gebhart). Bylo dáno nezávisle na českém.

## Historie
Linhartovy byly založeny v průběhu 13. století, podnět k osídlení dal olomoucký biskup Bruno ze Schauenburku, který se rozhodl oblasti severní Moravy kolonizovat německými osídlenci. Tato oblast původně náležela do vlastnictví olomouckých biskupu, následně se stala součásti Opavského knížectví a posléze náležela Krnovskému knížectví, a to se stalo od 15. století součásti Slezska. První písemná zmínka o obci pochází z roku 1377, kdy byly Linhartovy v držení Mikuláše z Vidbachu, který byl purkrabím opavských knížat na hradě Hradec nad Moravicí.. V roce 1478 získali panství Linhartovi bratři Jan Trojan a Václav z Vladěnína a současně také obce Opavice, Holčovice, Mokré, Hošťálkovy a Rudíkovy za projevené služby opavskému knížeti Viktorínovi z Poděbrad.. Následně jej vlastnil syn Václava z Vladěnína Ojíř z Fulštejna Poté byly Linhartovy ve vlastnictví Ojířova syna Lacka Ojíře z Fulštejna na Linhartovech, který byl komorníkem krnovského knížectví. Lacek Ojíř přenechal panství Linhartovy svému bratrovi Albrechtovi z Fulštejna na Linhartovech v roce 1555, který však v roce 1564 zemřel. Panství přešlo zpět na Lacka Ojíře. Jeho manželkou byla Magdaléna Rotmberková z Ketře. Manželství bylo bez potomků, a tak v závěti určil dědicem jejího nezletilého syna z prvního manželství a poručníkem byl druhý manžel jeho sestry Magdalény z Fulštejna Jiří Bernárd Tvorkovský z Kravař. Magdaléna z Fulštejna měla z prvního manželství s Bartolomějem Kravařským ze Šlevic dvě dcery Bohunku Kravařskou ze Šlevic, která zdědila nově vzniklé panství Hošťálkovy a druhá dcera Kateřina Kravařská ze Šlevic se provdala v roce 1577 za Václava Haugvic z Biskupic. Haugvicové z Biskupic následně vlastnili panství Linhartovy, které prodali v roce 1658 prodali svým příbuzným Sedlnickým z Choltic. V roce 1742 byla vesnice rozdělena mezi Rakousko a Prusko. Po zrušení patrimoniálního panství se stali Linhartovy v roce 1850 samostatnou obcí. Zároveň byla součásti obce vedlejší obec Krásné Loučky v letech 1850 až 1918. Rakouská část je dnes součásti v České republiky. Pruská část je dnes sołectwo (ves) Lenarcice ve gmině Hlubčice a součást Polska.

## Vývoj počtu obyvatel
Počet obyvatel Linhartov podle sčítání nebo jiných úředních záznamů:
| Rok            | 1869 | 1880 | 1890 | 1900 | 1910 | 1921 | 1930 | 1950 | 1961 | 1970 | 1980 | 1991 | 2001 |
| -------------- | ---- | ---- | ---- | ---- | ---- | ---- | ---- | ---- | ---- | ---- | ---- | ---- | ---- |
| Počet obyvatel | 342  | 323  | 338  | 299  | 316  | 313  | 365  | 229  | 244  | 237  | 176  | 157  | 191  |

1. ↑  z toho: 25 Čechoslováků, 301 Němců; 336 řím. kat., 22 evang., 7 bez vyzn.

V Linhartovech je evidováno 70 adres: 68 čísel popisných (trvalé objekty) a 2 čísla evidenční (dočasné či rekreační objekty). Při sčítání lidu roku 2001 zde bylo sečteno 62 domů, z toho 51 trvale obydlených.

## Doprava
Ve vesnici se nachází silniční hraniční přechod ("místo k překračování hranice") do Polska Linhartovy – Lenarcice pro vozidla do 2 tun, Silnice I/57 a železniční trať Šumperk–Krnov se zastávkou Linhartovy.

## Památky
- Linhartovský zámek[16]
- Kostel Povýšení sv. Kříže

## Významní rodáci
- Leopold II. Sedlnický (1787–1871), slezský šlechtic, vratislavský biskup

## Galerie

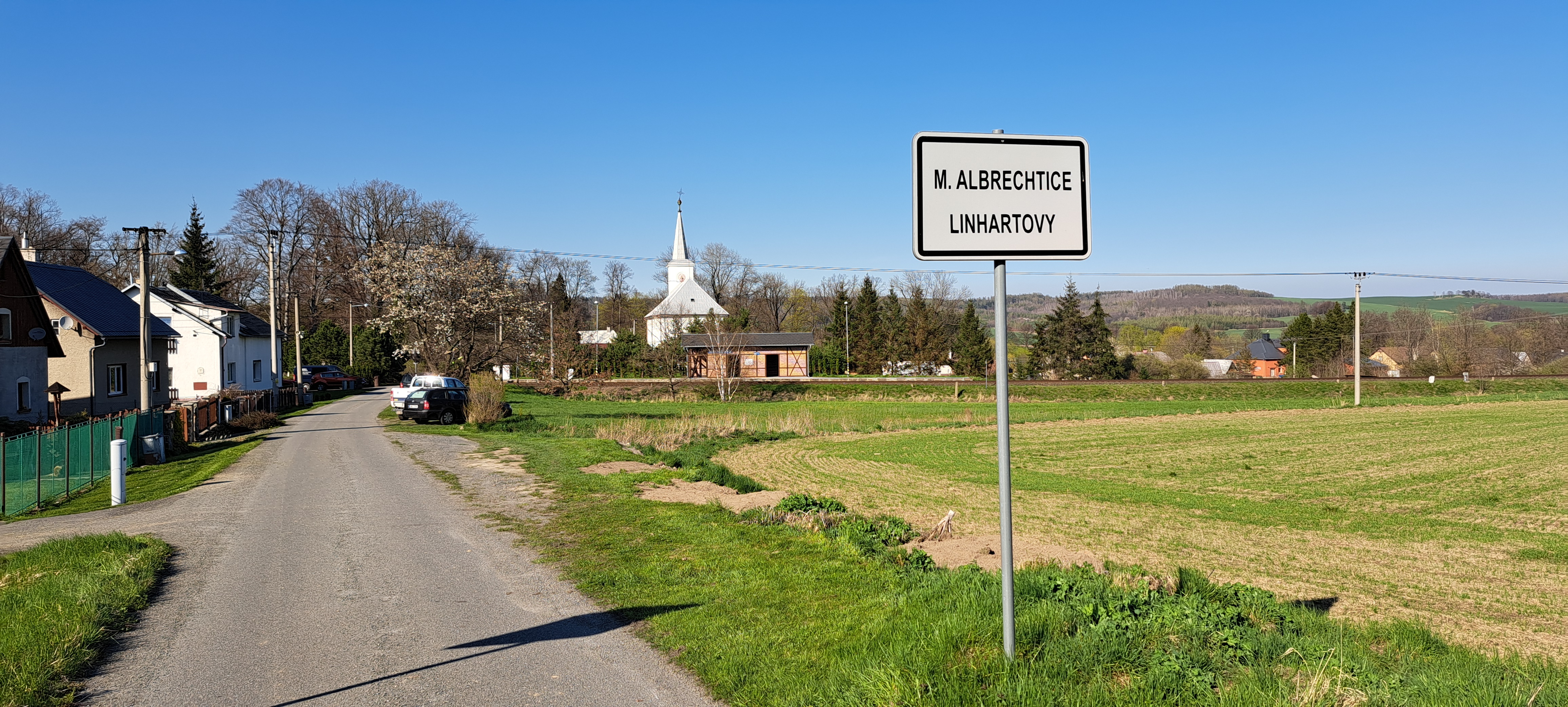
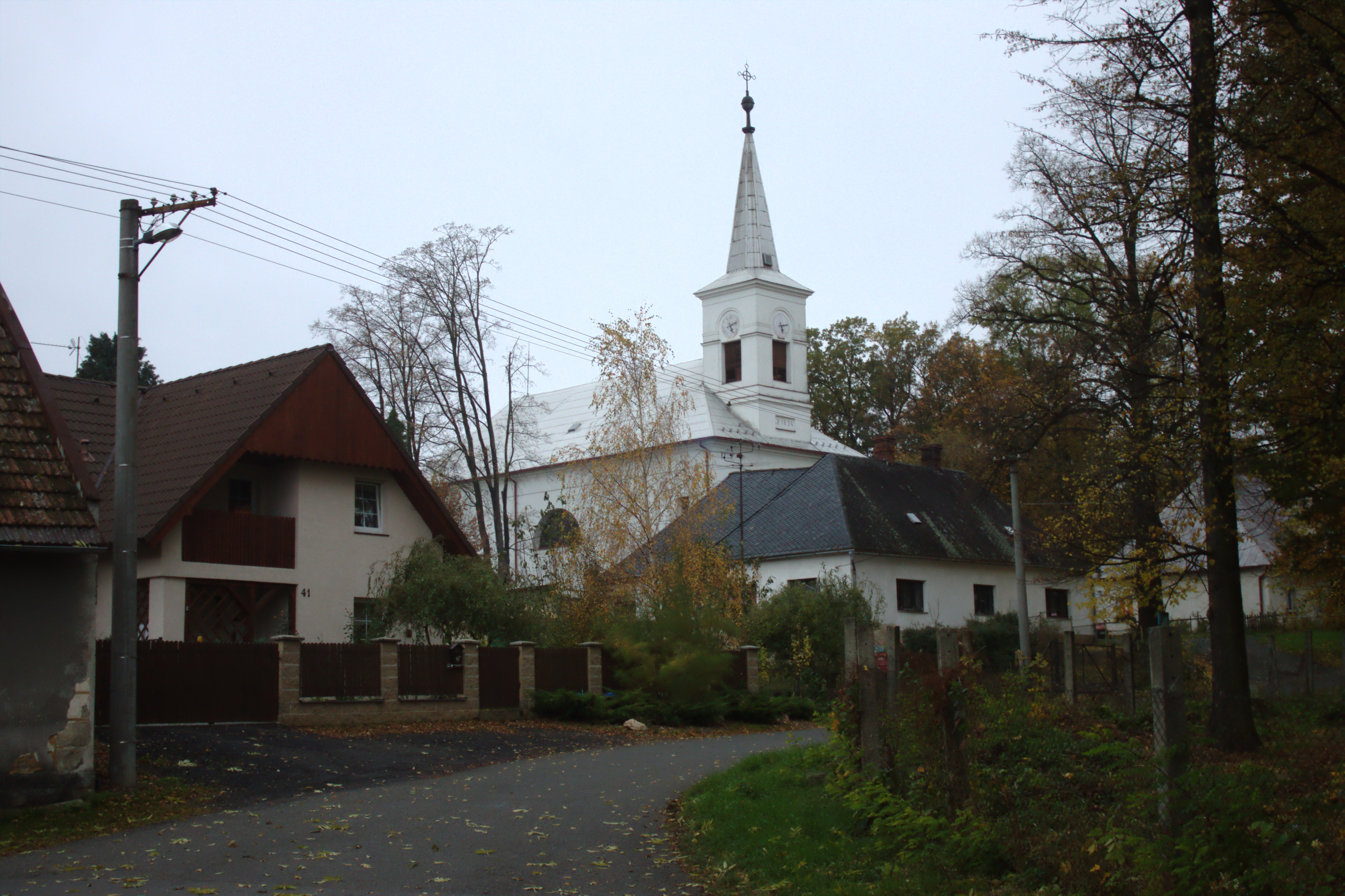
Kostel
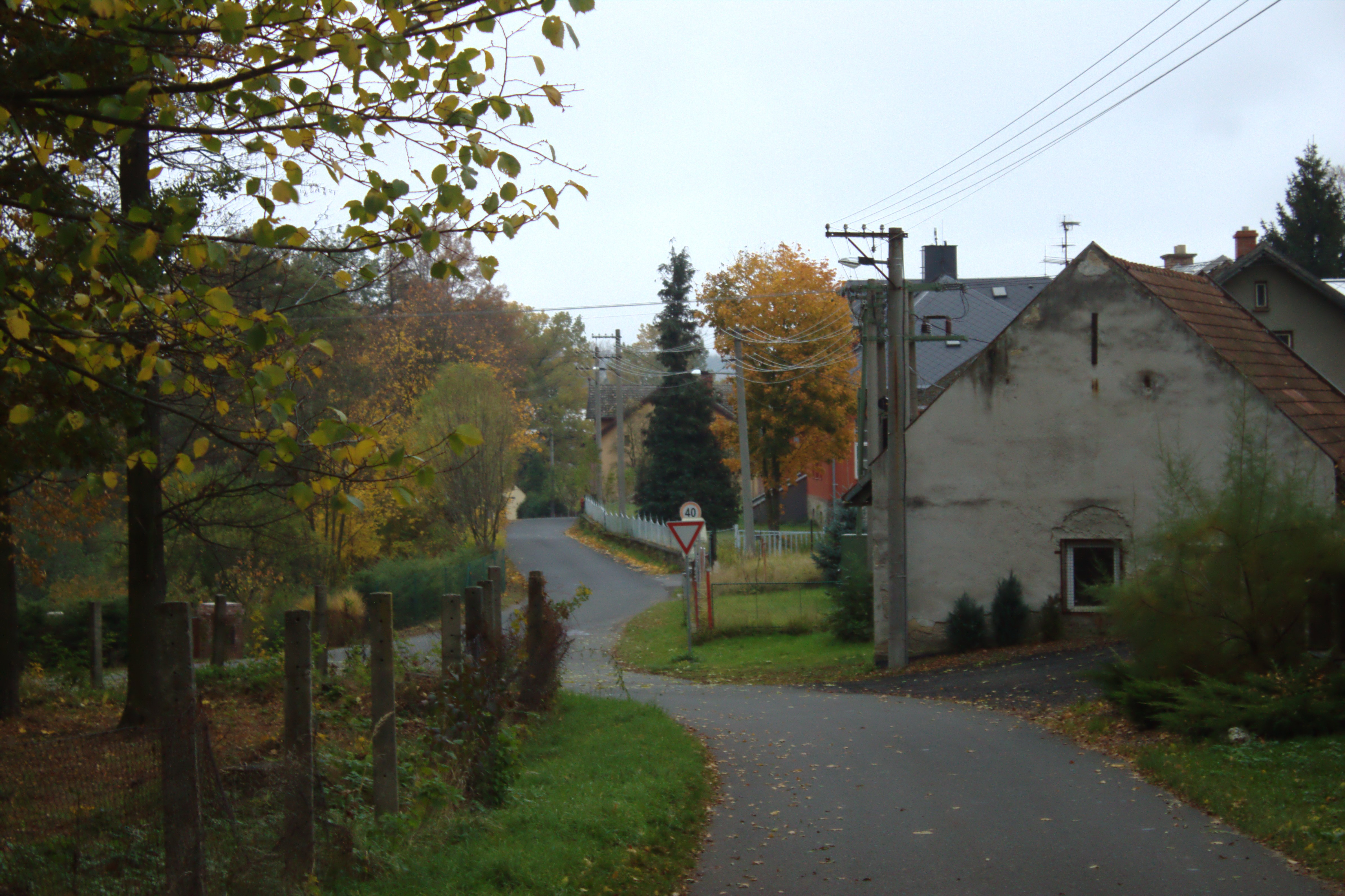
Ulice
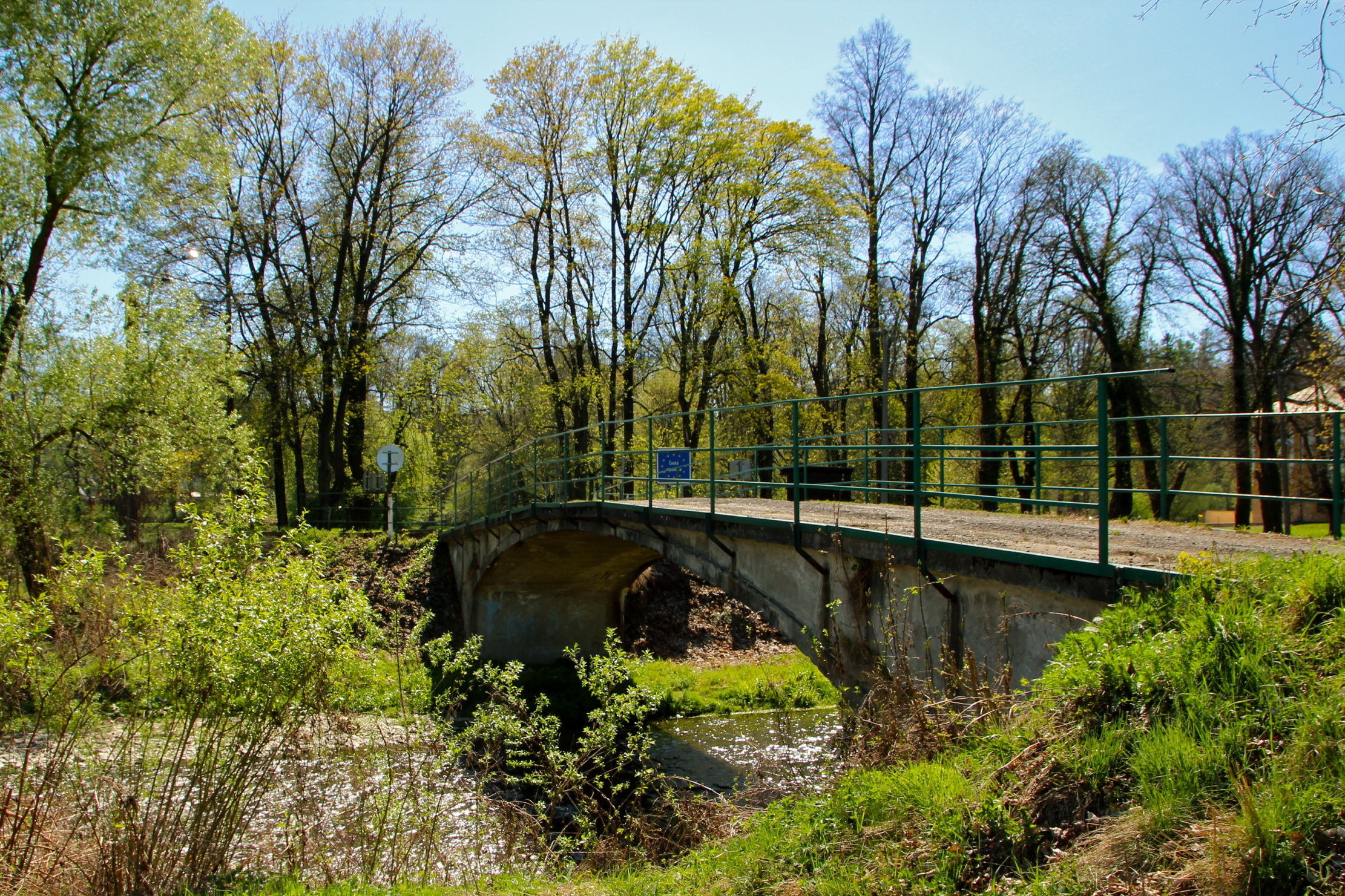
Hraniční most
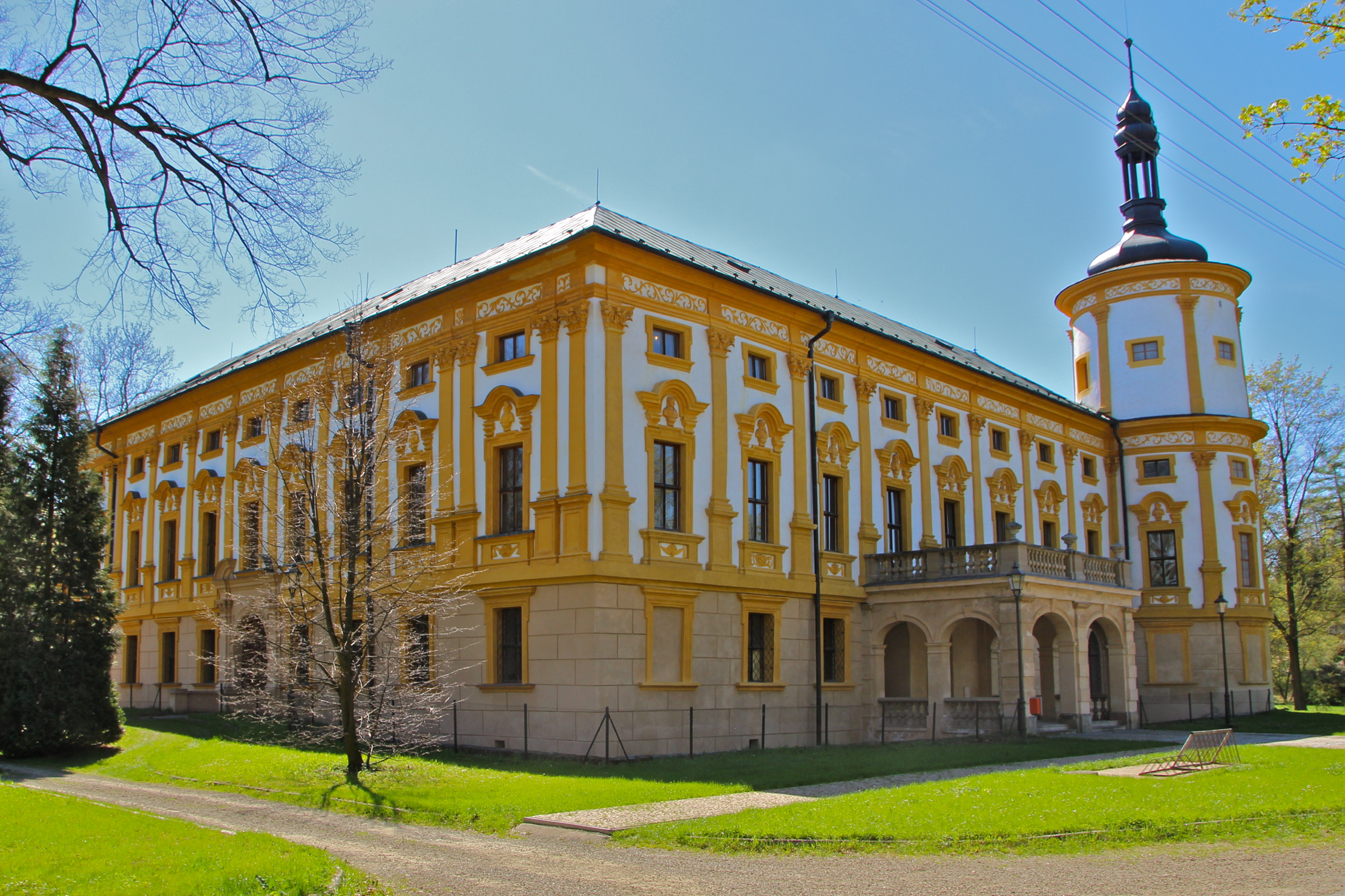
Linhartovský zámek
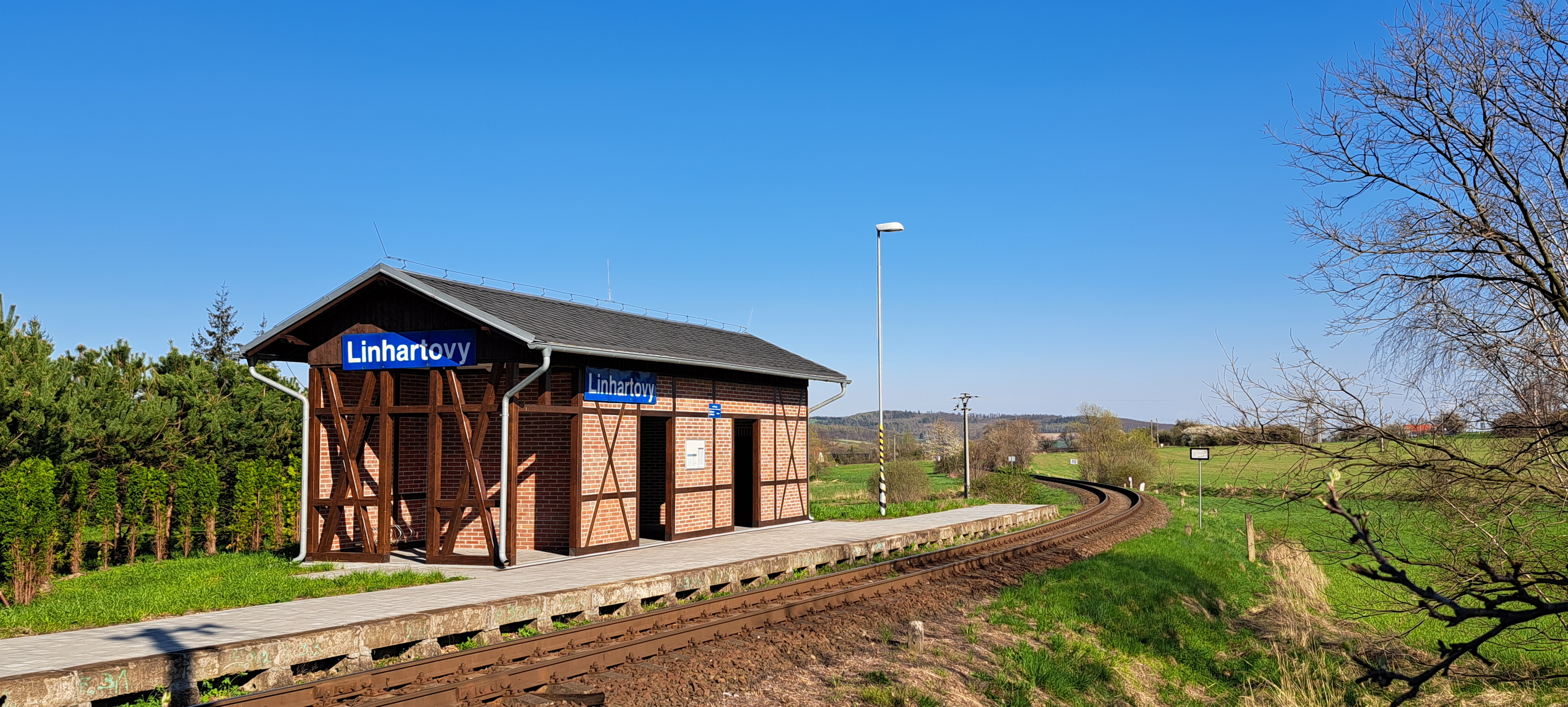
nádraží